# Mina Amann
Pour les articles homonymes, voir Amann.
Mina Amann (née le 31 décembre 1893 à Hambourg-Bergedorf, morte le 13 septembre 1966 à Hambourg) est une syndicaliste et femme politique allemande.

## Biographie
Mina Amann grandit dans un milieu ouvrier protestant. Son père est brasseur. Elle apprend à devenir couturière. Elle rejoint très tôt le syndicat des travailleurs à domicile et, en 1919, rejoint l'association des travailleurs chrétiens de l'industrie du vêtement, où elle devient directrice de district. En 1925, elle devient chef du secrétariat des femmes à Berlin et rédactrice en chef de l'organe Frauenblatt der christlichen Gewerkschaften. Elle est membre du Conseil économique du Reich et présidente de l'Association des travailleuses domestiques du Reich.
Après la dissolution des syndicats à la prise du pouvoir des nazis, Mina Amann s'engage dans la résistance. Elle est copropriétaire du bureau de tabac d'Albert Voß, aussi syndicaliste et résistant, à Berlin-Mitte, qui sert également à faire passer clandestinement de l'aide et à échanger des informations. Elle s'entend notamment avec Elfriede Kaiser-Nebgen. Le magasin, qu'elle gère en grande partie de manière indépendante, se transforme en un lieu de rencontre des syndicalistes clandestins. Après l'échec du complot du 20 juillet 1944, elle aide les syndicalistes qui étaient au courant du projet à s'échapper. Entre autres choses, elle cache Jakob Kaiser dans le sous-sol du magasin et lui trouve un appartement à Berlin-Tempelhof et le soutient en lui fournissant de la nourriture lorsqu'il trouve un logement à Babelsberg.
Après la Seconde Guerre mondiale, Amann participe à la reconstruction des syndicats. Elle est membre du conseil fondateur de 30 membres du Freier Deutscher Gewerkschaftsbund. Elle est cofondatrice de la Ligue démocratique des femmes d'Allemagne en février 1947 et de la CDU à Berlin et y est membre du comité exécutif du Land. Elle part vers l'ouest à Königswinter avec Jacob Kaiser en 1949. Jusqu'à sa mort, elle est membre du comité exécutif fédéral du comité social de la CDU.